# Lubango (municipio)
Lubango è una municipalità dell'Angola appartenente alla provincia di Huíla. Ha 318.184 abitanti (stima del 2006).